# Museu de l'Aigua i del Tèxtil
El Museu de l'aigua i el tèxtil (MAT) de Manresa ocupa els espais dels Dipòsits Vells que recollien i emmagatzemaven l'aigua de la Séquia. El recinte compta amb tres grans dipòsits de pedra, construïts entre els anys 1861 i 1865, que ara estan completament restaurats i que acullen una sala polivalent i dues exposicions permanents, una dedicada a la Séquia de Manresa i l'altra al món de la cinteria. L'any 2022 va entrar al registre de Museus de Catalunya.

## Edifici

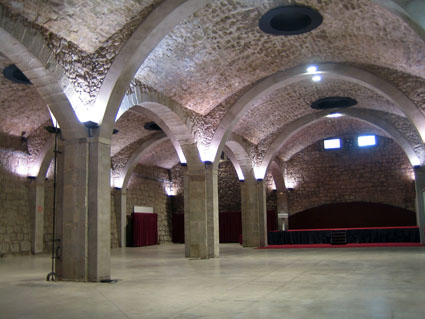
Espai Polivalent del Museu de l'Aigua i el Tèxtil

El Museu s’ubica als antics dipòsits vells de Manresa, construïts entre 1861 i 1865 per Marià Potó i Enrique León per emmagatzemar aigua de la Séquia. Aquestes estructures, formades per tres dipòsits idèntics amb voltes de pedra, garantien el subministrament a la ciutat i estaven vinculades a la primera xarxa de distribució d’aigua. Finançats parcialment amb la venda de plomes d’aigua, aviat van quedar petits pel creixement urbà, i entre 1884 i 1888 es van construir nous dipòsits a Can Font. En desús des de 1980, l’edifici es va restaurar el 1991.

## El Museu de l'Aigua i el Tèxtil de Manresa

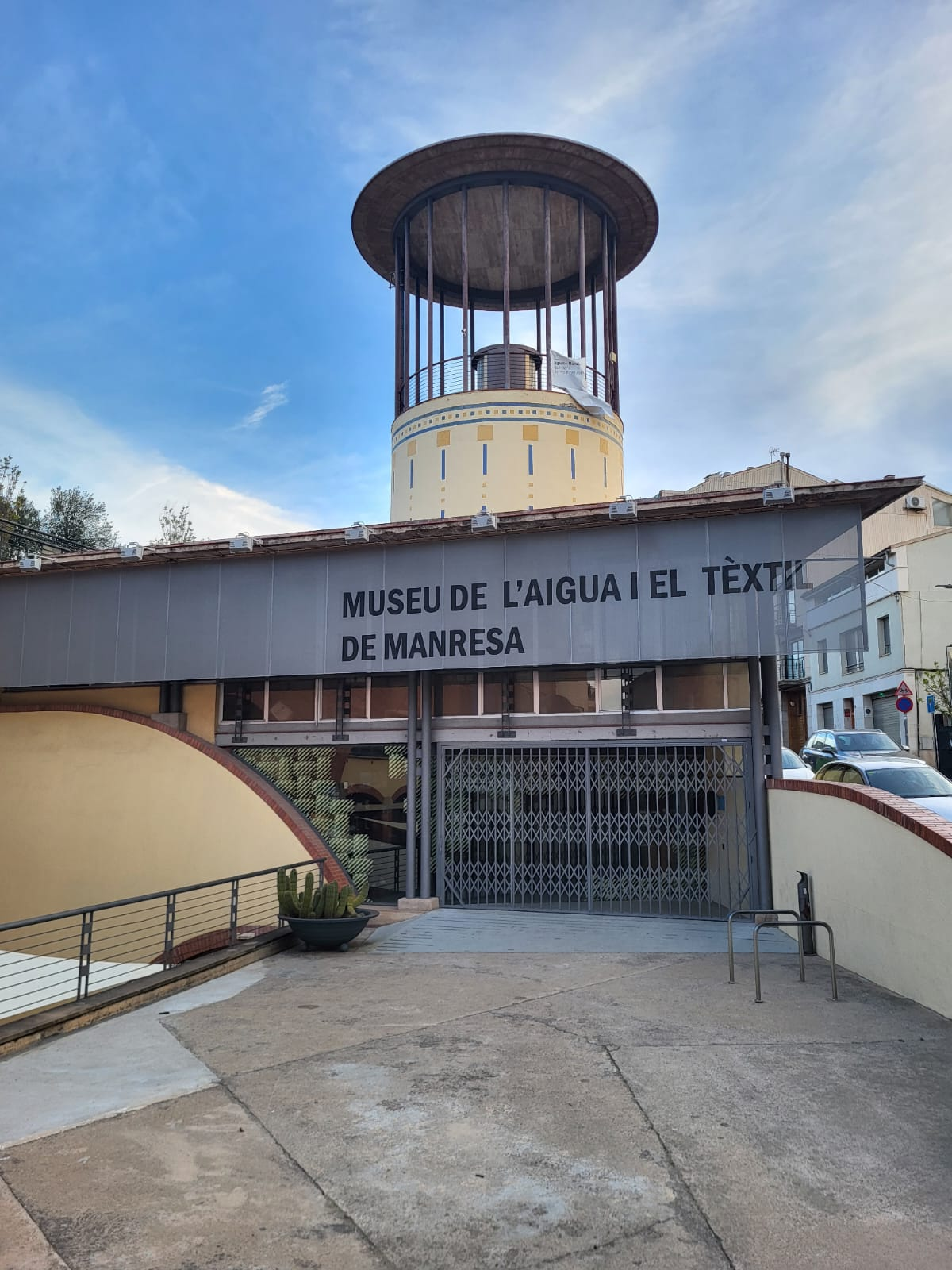
Museu de l'Aigua i el Tèxtil

El Museu es va fundar l'any 1992 per iniciativa de l'empresa municipal Aigües de Manresa SA, l'Ajuntament de Manresa i el Museu de la Ciència i de la Tècnica de Catalunya, i compta amb la destacada col·laboració del Gremi de Cintaires de Catalunya.
Des del seu origen forma part del Sistema Territorial del Museu Nacional de la Ciència i Tècnica de Catalunya, i des del 26 de novembre del 2004, quan s’inaugurà l'exposició permanent relacionada amb l’aigua, està integrat en el Conjunt del Parc Patrimonial de la Séquia de Manresa (Parc de la Séquia). La seva missió dins del Sistema és ser el referent explicar la indústria de la cinteria (teixit estret) i la importància de l'aigua pel desenvolupament humà a partir de la història de la Séquia de Manresa.
El Museu també forma part de la XATIC, la Xarxa de Turisme Industrial de Catalunya, està formada per 56 municipis de gran diversitat que, situats per tota la geografia catalana, tenen en comú un important i variat llegat industrial que permet conèixer a fons la revolució industrial al nostre país i, amb ella, la transformació del territori i de la societat de la Catalunya contemporània. L’objectiu d’aquesta xarxa de municipis és generar una línia d’actuació comuna com a instrument de projecció, d’atracció de visitants i de creació d’activitat econòmica i cultural a l'entorn del turisme industrial.
El Museu de l'Aigua i el Tèxtil vol destacar els principals trets de la història econòmica de la ciutat, allò que l'ha portada a tenir una identitat diferenciada de la resta del país.
Els dos fets fonamentals de la història econòmica de Manresa són:
- La Séquia (constrüïda al segle XIV) com a font de proveïment d’aigua capaç de fer créixer la producció agrícola i la ciutat des de l’Edat Mitjana, i que ens diferencia com a comunitat de la resta de la Catalunya Central, ja que aquest canal, converteix en regadiu un terreny situat en mig del secà.
- La Industrialització, exemplificat en un sector molt propi de la ciutat, el món de La Cinteria, especialment dels obradors vetaires, que dona personalitat a la indústria manresana i la situa, encara avui dia, com a centre especialitzat dins del mercat espanyol i internacional.

## Les exposicions permanents

### La Séquia i l'Aigua

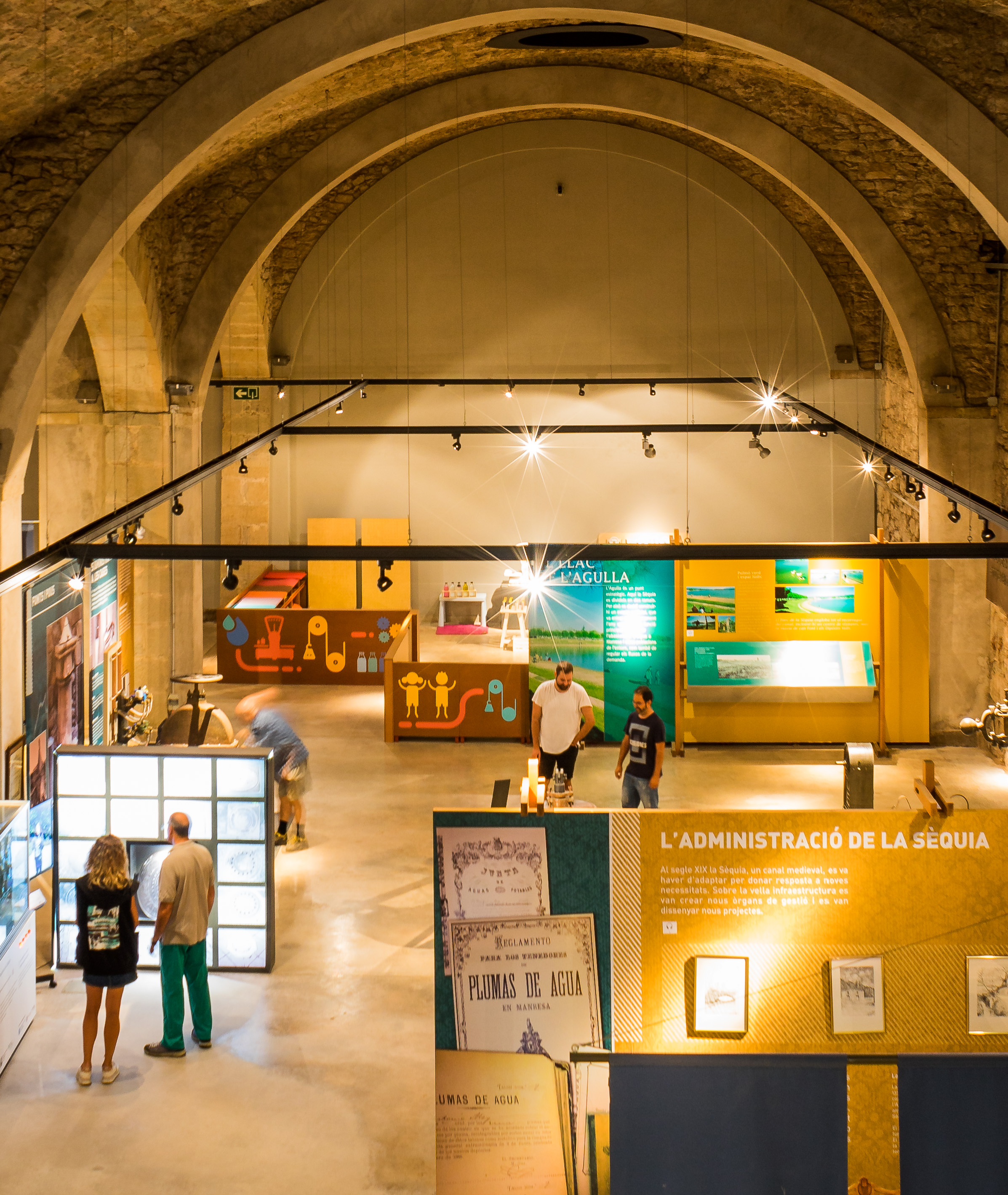
Sala de l'Exposició "Aigua i Séquia"

En aquest espai, hi ha un muntatge expositiu que explica la gran obra de la Séquia des d’una perspectiva històrica, com a gran obra d’enginyeria medieval, i on es posa de manifest els grans avantatges que va comportar aquesta magna obra per Manresa i el Pla de Bages.
Aquest muntatge es basa de manera important en les peces exposades, que aporten autenticitat i prestigi. Entre els elements més destacats cal esmentar el mòdul hidromètric de 1859 (un mecanisme que servia per regular el cabal d’aigua que passa per la Séquia), el qual s’exposa en un muntatge força espectacular d’uns 4 metres d’alçada. També són molt representatius els bagants (comportes per al desguàs de la Séquia) i els ullals (comportes que donen pas a l’aigua cap als recs dels horts).
Aquests últims consten també d’un muntatge fet amb obra que mostra tres tipus d’ullals de tres èpoques diferents.

Un altre element curiós és la trompa (un aparell que utilitzen els pagesos de fora de Manresa per captar aigua de la Séquia de manera furtiva, ja que només els manresans gaudeixen d’aquest dret). I també és destacable una turbina Francis (de l’any 1875) de grans dimensions, procedent de l’antiga fàbrica Sanmartí, actualment seu d’Aigües de Manresa.

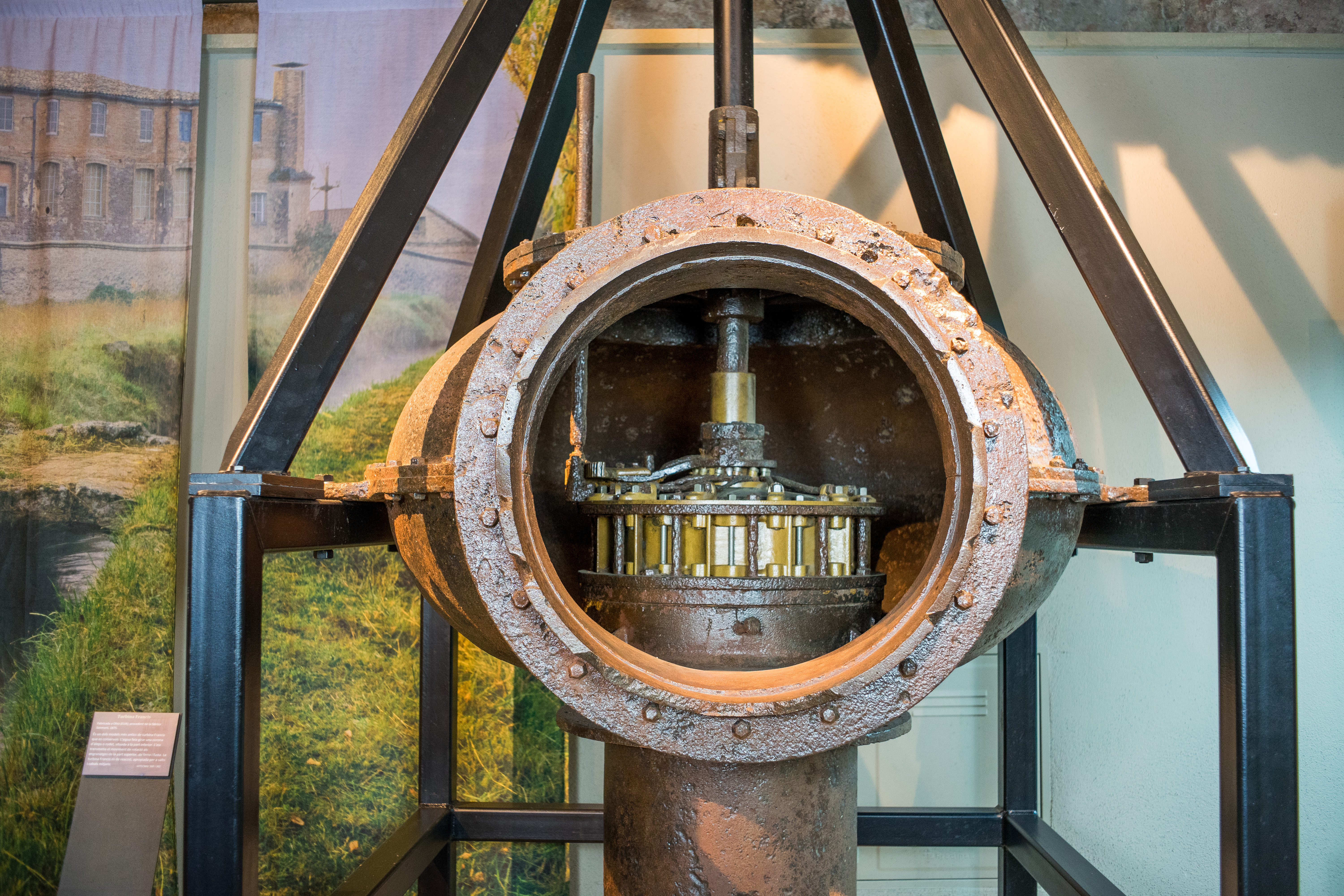
Turbina Francis. Sala de l'Exposició "Aigua i Séquia"

### La Cinteria

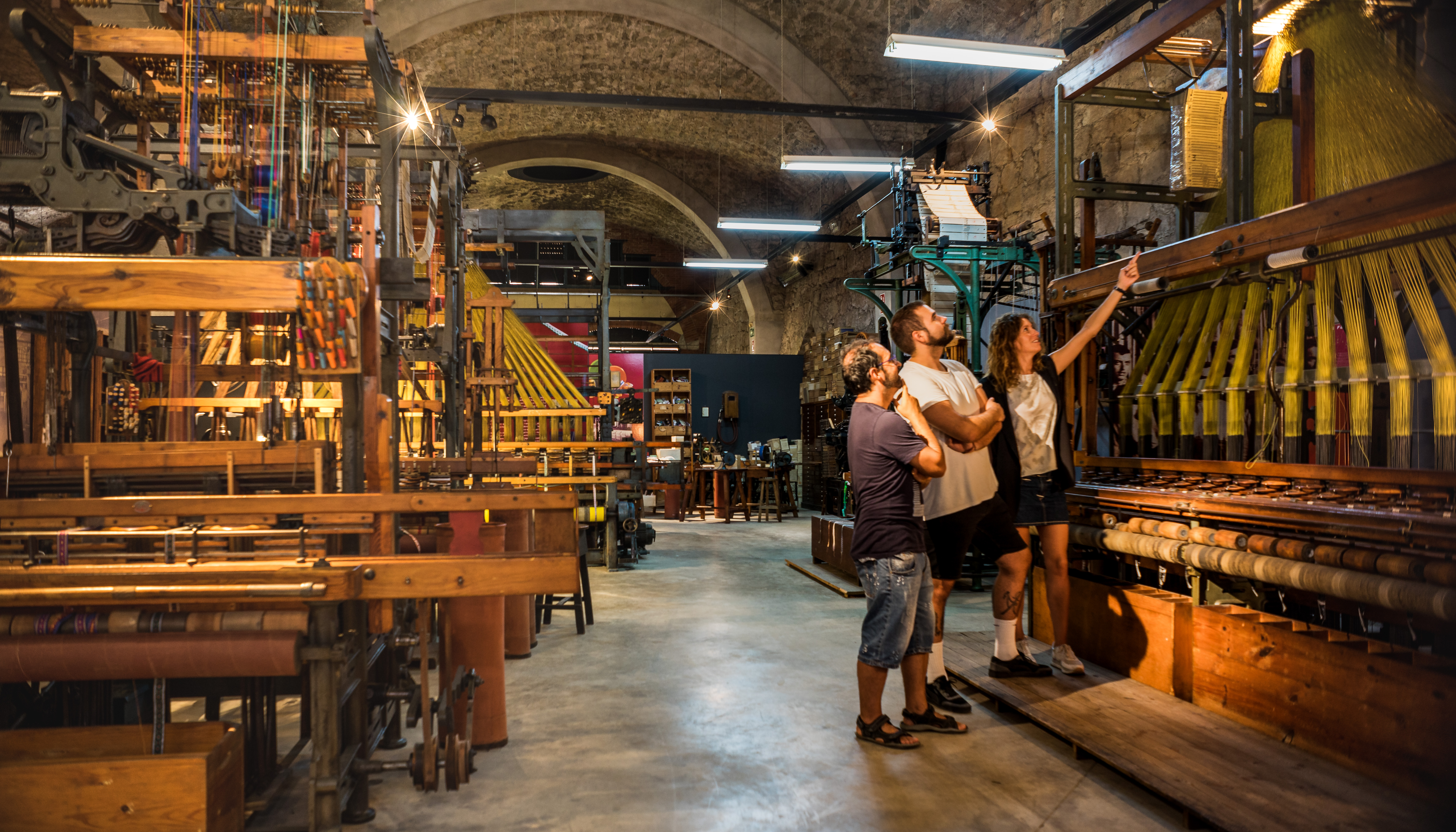
Sala "La Fàbrica" MAT

Manresa fou i encara és la capital de la cinteria a Catalunya i Espanya.
Aquesta mostra permet fer-se una idea completa del món de la cinteria, que inclou una gran varietat de productes que s’apliquen a peces de tèxtil: cintes, vetes i tota mena de productes tèxtils anomenats complementaris, com ara galons militars, tapapunts, borles, etc.

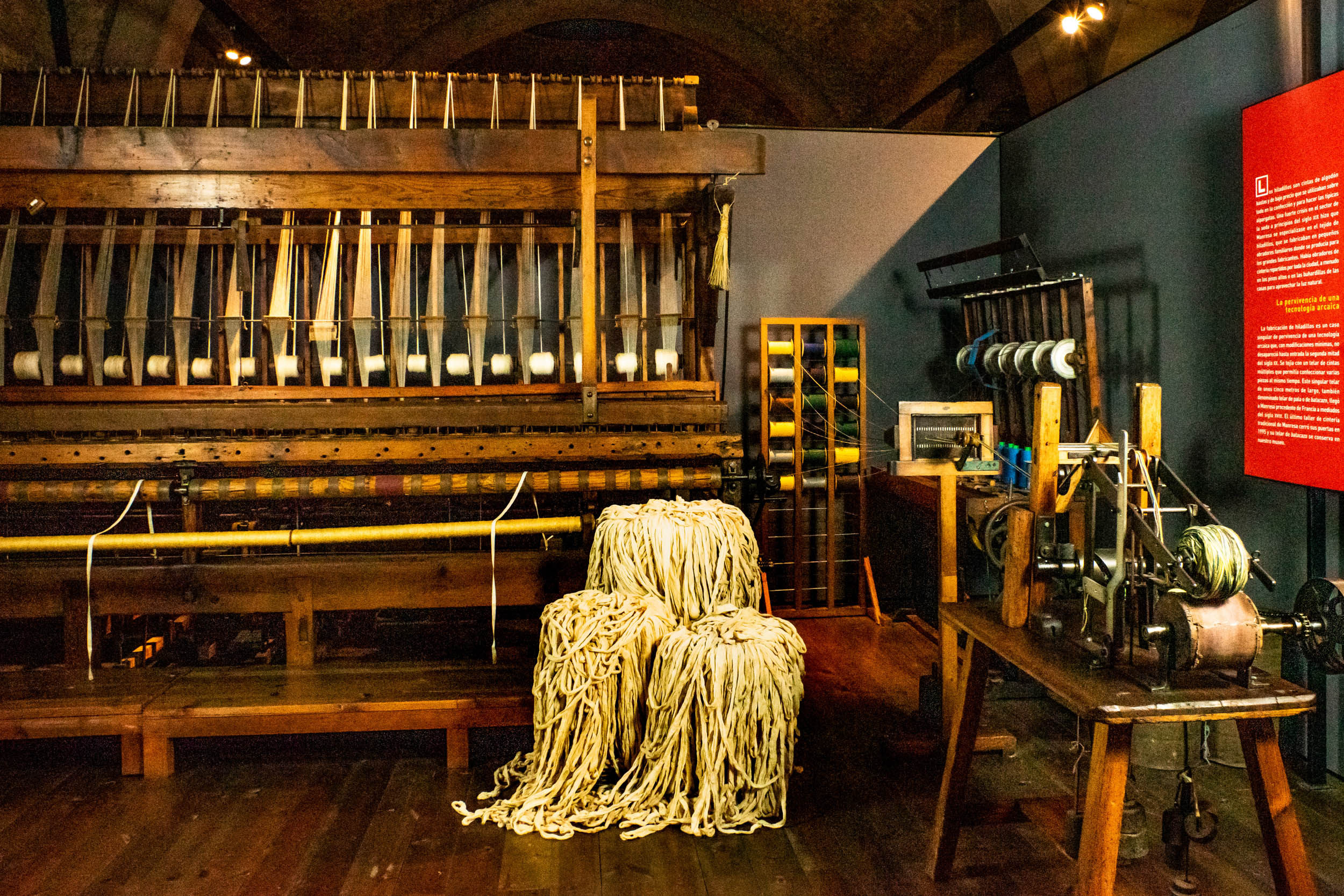
Teler de rem o patacada. s.XIX. - Conjunt d’ordidor manual. s.XX.

L'exposició parteix d’una col·lecció de peces àmplia i exhaustiva, que és una bona representació dels diversos processos històrics de producció de vetes i cintes. S’ha de destacar la cessió en dipòsit de la col·lecció Grobelastic-Magí Borrell i Portabella, d’Arenys de Munt, així com l'estreta col·laboració, pel que fa també a donacions i a posada a punt de les màquines, del Gremi de Cintaires de Catalunya. L'exposició fou impulsada pel patronat del Museu de la Tècnica de Manresa, format per l’Ajuntament, el Gremi de Cintaires de Catalunya, Caixa Manresa, Aigües de Manresa i el Museu de la Ciència i de la Tècnica de Catalunya. Amb aquesta exposició es completa l’oferta cultural del Museu, el qual forma part del sistema del Museu Nacional de la Ciència i la Tècnica de Catalunya (Sistema Territorial del mNACTEC), com també del conjunt d’equipaments lúdics, culturals i educatius del Parc de la Séquia.
L'exposició mostra més d’una setantena de peces diverses relacionades amb el món de la confecció de les cintes i vetes, d’entre les quals destaquen diversos tipus de maquinària tèxtil, així com altres elements relacionats amb aquest món. La mostra es divideix en cinc àmbits, en cadascun dels quals s’ha fet una ambientació històrica i consta de diversos plafons informatius. Així doncs, l'exposició permet viure l'evolució que s’ha viscut des dels tallers emplaçats als habitatges menestrals, fins a la fàbrica moderna productora de cintes.

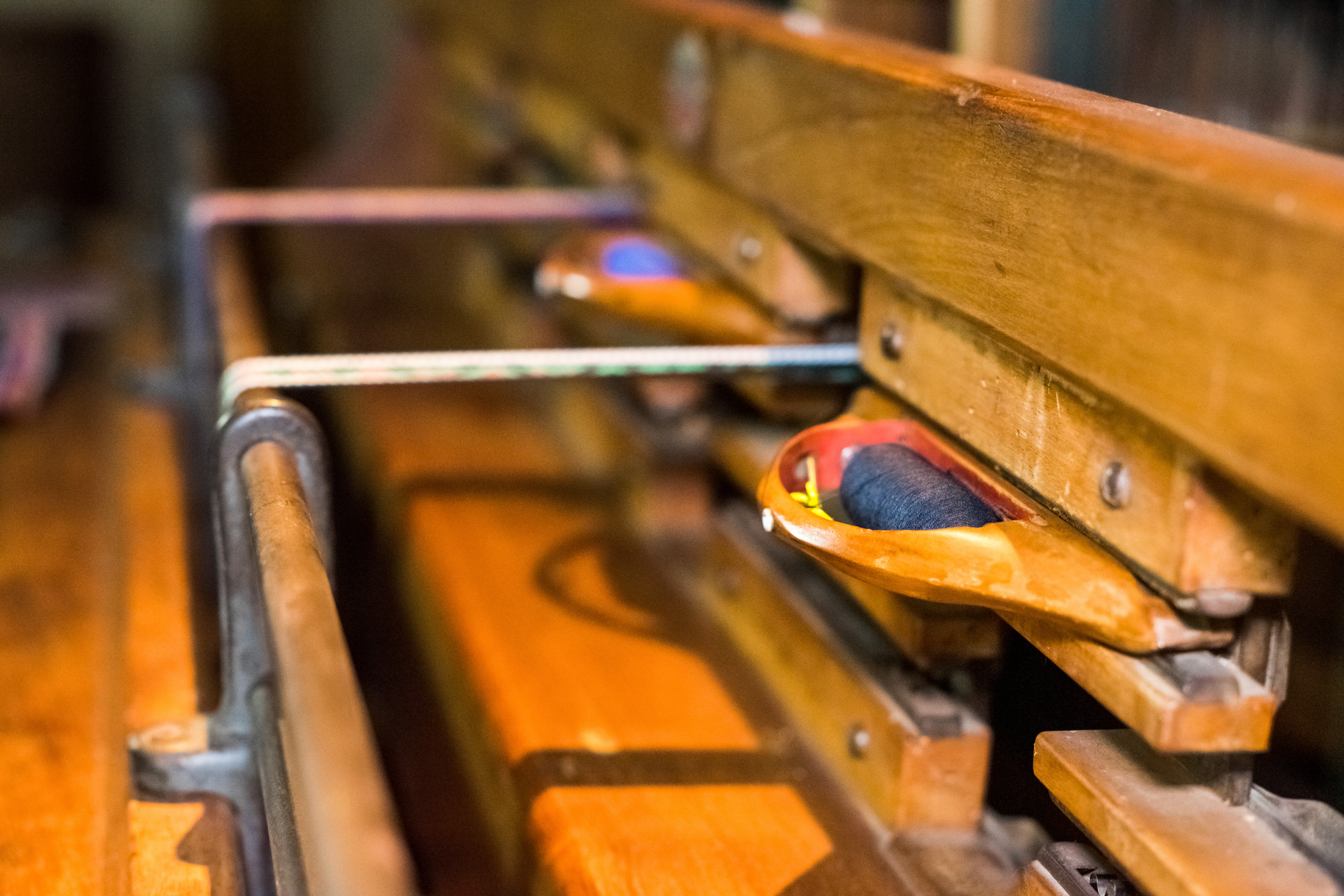
Llançadores de cinteria

Els àmbits en què es divideix l'exposició són:
- La seda
- La passamaneria
- Les vetes
- Els trenats
- La fusteria
- El despatx
- La fàbrica de cintes
- La cinteria al segle XXI

## Peces, informació i escenografia per crear uns espais suggestius
L'exposició s’estructura com un itinerari pels diferents àmbits de producció de la cinteria, amb una ordenació cronològica. Des de la seda, com a tradició on arrela la cinteria, fins a la cinteria del segle xxi, l'exposició obre diferents àmbits on la informació i les peces es combinen amb un plantejament escenogràfic que vol acostar el visitant als diferents espais de producció on s’ha desenvolupat la producció de teixits estrets. Així, el taller de passamaneria s’ubica en uns baixos d’una antiga casa del segle xviii (cosa que s’evidencia amb la reproducció d’un antic taller en forma d’imatge mural, inspirada en els dibuixos de l’Encyclopédie de Diderot), el taller vetaire (que s’emplaça en les golfes d’una casa, mitjançant una imatge que s’inspira en un dibuix de Joan Vilanova), el taller de trenats i la fàbrica, combinen el llenguatge d’exposició convencional amb una ambientació escenografiada. I això es fa introduint diversos recursos museogràfics: les imatges murals, que ens donen falses perspectives simulant els espais; el terra de fusta dels espais productius més antics, el mateix terra de formigó per als espais més moderns; la il·luminació (pàmpols antics per als tallers, fluorescents per a la fàbrica...); la reproducció de façanes feta amb impressió texturada, la inclusió d’un gran portal de fàbrica, la reproducció de personatges a escala real sobre plafons retroil·luminats, i l’ús d’attrezzo. Es tracta de recursos que volen aportar una ambientació suggestiva als processos industrials.
A més, l'exposició es completa amb dos audiovisuals que expliquen l'evolució del món de la cinteria des de temps antics fins a l’actualitat.